# Verkehrsamt der Präfektur Nagasaki

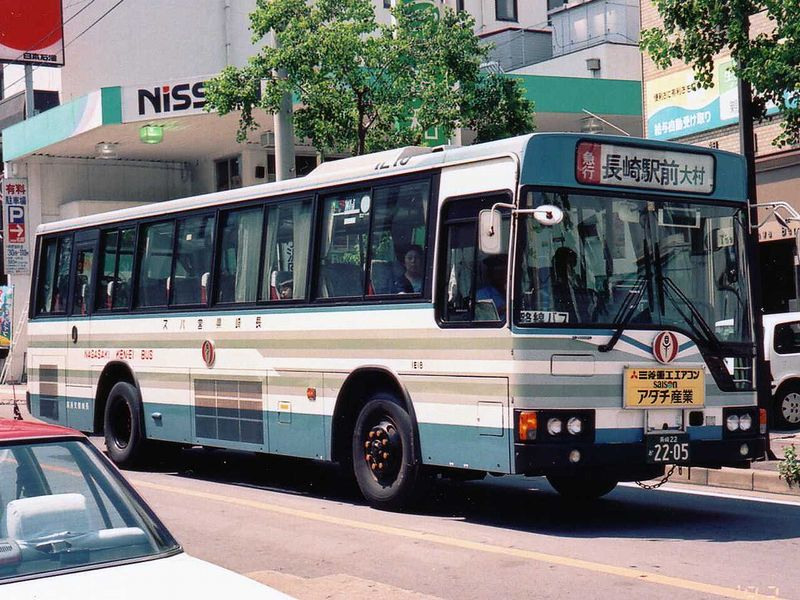
Ein präfekturbetriebener Bus in den 1990er Jahren

Das Verkehrsamt der Präfektur Nagasaki (jap. 長崎県交通局, Nagasaki-ken kōtsū-kyoku) ist ein öffentliches Verkehrsunternehmen der japanischen Präfektur Nagasaki, das Busse betreibt, die meist als Nagasaki-ken’ei basu (長崎県営バス, „von der Präfektur Nagasaki betriebene Busse“) oder nur ken’ei bus (県営バス, in der Eigentranskription ins Lateinische z. B. bei der Beschriftung der Busse meist mit Bindestrich als KEN-EI BUS) bezeichnet werden. Der Hauptsitz des Verkehrsamts liegt in Yachiyomachi in der Stadt Nagasaki nahe am Bahnhof Nagasaki. Neben Tokio, wo das Verkehrsamt der Präfektur Tokio seit 1943 operiert, ist Nagasaki die einzige Präfektur Japans, die öffentliche Verkehrsmittel selbst betreibt; andernorts werden diese meist von den Gemeinden getragen.

## Transportangebote
Zum aktuellen Angebot des Verkehrsamtes gehören lokale Buslinien in den Städten Nagasaki, Isahaya und Ōmura, in Kooperation mit privaten Unternehmen Fernbusse, die die Stadt Nagasaki mit Sasebo, Kitakyūshū, Miyazaki, Ōita und Kagoshima (bis 2013 auch Kōbe und Ōsaka) verbinden, und Flughafenbusse von den Städten Nagasaki und Isahaya zum Flughafen Nagasaki in der Stadt Ōmura. Außerdem vermietet es Reise- und Kleinbusse und betreibt Parkplätze.

## Beförderung
Jährlich werden vom Verkehrsamt 15,7 Mio. Fahrgäste (entspricht knapp 43.000 pro Tag) auf 19,2 Mio. Kilometern befördert. Im Fiskaljahr 2012 betrug der Umsatz rund 5,2 Mrd. Yen, dabei entstand nach drei profitablen Jahren ein Verlust von 84 Mio. Yen. Im Fiskaljahr 1970 hatte die Zahl beförderter Fahrgäste noch bei rund 50 Mio. im Jahr gelegen, sie geht seit den 1980er Jahren kontinuierlich zurück.

## Geschichte
Die Geschichte des Verkehrsamts geht auf die 1930er Jahre zurück, als mit dem Unzen-Nationalpark (heute: Unzen-Amakusa-Nationalpark) in Nagasaki der erste Nationalpark Japans entstand. Einem Beschluss des Präfekturparlaments aus dem Vorjahr folgend wurde 1934 das Nagasaki-ken’ei jidōsha un’yu jimusho (長崎県営自動車運輸事務所) eingerichtet, das durch den Kauf der Streckenrechte von fünf privaten Unternehmen entstand. Im gleichen Jahr wurden regelmäßige Verbindungen zwischen Nagasaki und Isahaya und zum Unzen eingerichtet. 1945 verzeichnete das Verkehrsamt schwere Schäden durch den Atombombenabwurf, 1947 nahm es mehrere unterbrochene Strecken wieder auf und erreichte etwa den Vorkriegsstand. In den 1940er Jahren mehrfach umbenannt, besteht das Verkehrsamt seit 1963 durchgehend unter dem heutigen Namen. 2009 wurde die Aktiengesellschaft Nagasaki-ken’ō bus (長崎県央バス) als Tochtergesellschaft eingerichtet, um Kosten zu senken – Teilprivatisierungen haben mehrere Verkehrsämter in Japan in den letzten Jahrzehnten vorgenommen, z. B. in Form der Hato Bus in der Präfektur Tokio oder der Yokohama kōtsū kaihatsu in der Stadt Yokohama.